# 東京都立多摩圖書館
東京都立多摩圖書館（日语：／ Tōkyō toritsu Tama toshokan */?）是位於日本東京都國分寺市泉町2-2-26的图书馆。作為東京都立圖書館下屬的圖書館之一，東京都立多摩圖書館側重於雜誌、兒童資料與青少年資料等。
東京都立多摩圖書館設有全日本首個與最大型的雜誌專門公共圖書館「東京雜誌銀行」（ Tōkyō magajin banku），於2009年（平成21年）5月正式設立，共藏有約18,000本雜誌，其中1,500本當年出版的雜誌可供圖書館訪客閲讀。同時，東京都立多摩圖書館所藏有的多摩地域行政資料基於集中化方針而於2008年（平成20年）由中央圖書館接管。

## 歷史
自1969年（昭和44年）發佈《東京都立圖書館整備充實計劃》（／ Tōkyō-to ritsu toshokan no seibi jūjitsu keikaku）後即有將當時的三所位於多摩地域的東京都立圖書館（東京都立青梅圖書館、東京都立立川圖書館、東京都立八王子圖書館；合稱“都立3館”）合併為單一的東京都立多摩圖書館的想法。與東京都區部相比發展較遲的多摩地域的三所東京都立圖書館在1970年代隨著當地市町立圖書館的發展，已經有需要與市町立圖書館進行分工。基於此種情勢上的變化，設立東京都立多摩圖書館的構想於1970年代後半期屢被提出，其中包括1979年（昭和54年）“多摩地區都立圖書館將來計劃檢討委員會”（／ Tama chiku to ritsu toshokan shōrai keikaku kentō iinkai）所給予的建議。1981年（昭和56年），都立3館開始削減其一般公共圖書館借閲機能，其中八王子圖書館成為合作借閲中心、立川圖書館成為期刊中心，至於青梅圖書館則成為行政、鄉土資料中心，為東京都立多摩圖書館的設立打下基礎。1983年（昭和58年）的東京都總合實施計劃中表明將建設包含東京都立多摩圖書館在內的東京都立多摩社會教育會館（／ Tōkyō-to ritsu Tama shakai kyōiku kaikan；又稱“東京都多摩教育中心”， Tōkyōto Tama kyōiku sentā），而東京都立多摩圖書館亦於1987年（昭和62年）5月立川市錦町6-3-1的館址正式開館。
因應立川市館舍的設施老化與書籍儲存容量問題，東京都教育委員會於2011年（平成23年）1月公佈東京都立多摩圖書館預定於2016年（平成28年）3月遷往位於國分寺市內的原日本國有鐵道設施（中央鐵道學園）原址。然而，由於在新館址拆除原有建築需時，新館舍遲至2014年（平成26年）8月方開始施工，而新館舍的預定啓用時間亦延後至2017年（平成29年）1月。立川市原館舍於2016年（平成28年）12月19日關閉，而東京都立多摩圖書館則於2017年（平成29年）1月29日遷往新館舍。

## 館舍

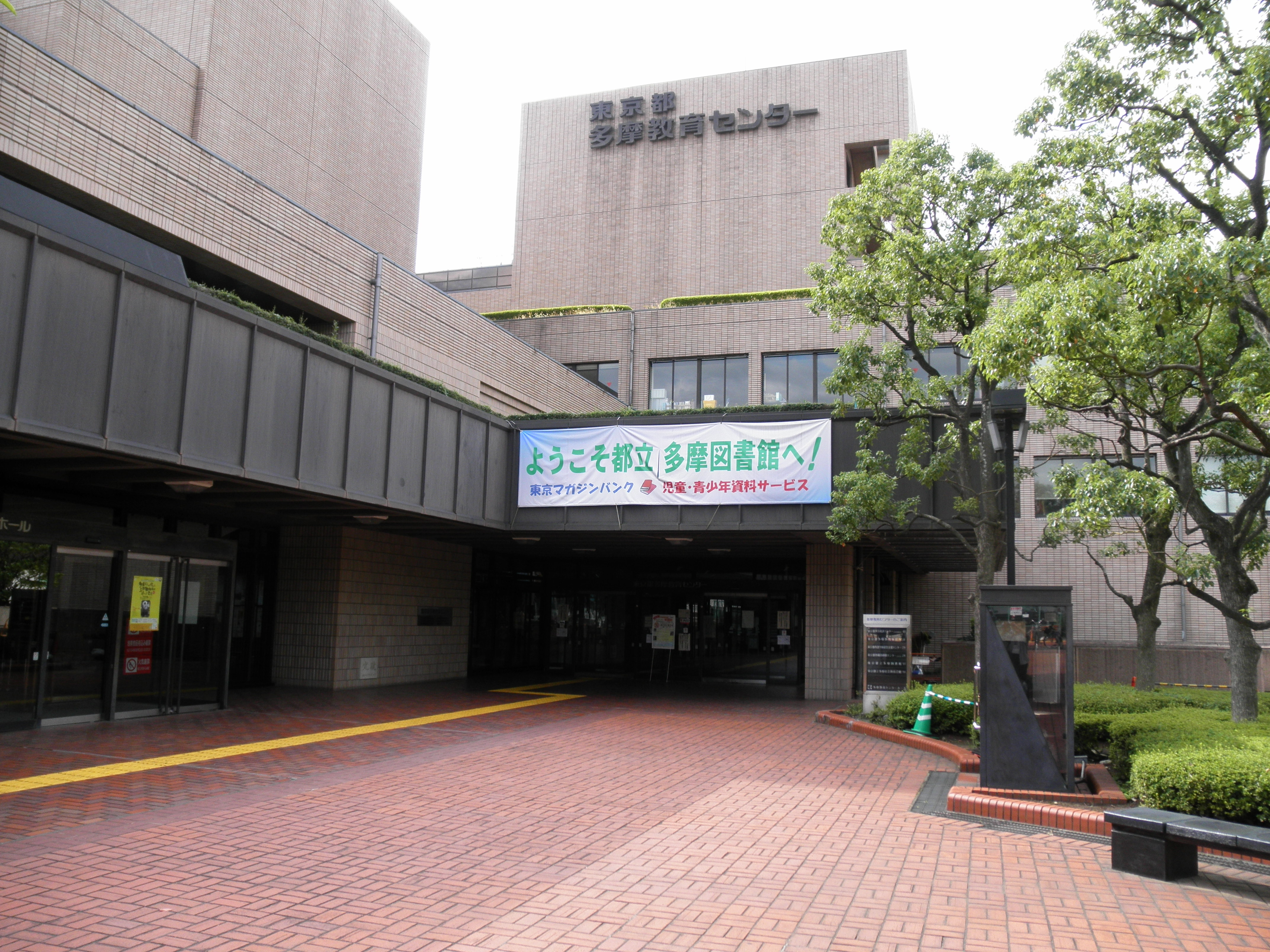
立川市時代的東京都立多摩圖書館

### 立川市時代
立川市原館舍位於東京都立多摩社會教育會館內，總建築面積4,351平方（46,830平方英尺），共設158個座位，最多可容納約103萬本藏書，其中3.8萬本位於對外開放的書架上。

### 遷至國分寺市後
國分寺市新館舍於2016年（平成28年）8月落成，為钢筋混凝土建築，共有地上三層，為獨立建築，總建築面積8,972平方（96,570平方英尺），為立川市原館舍的總建築面積的兩倍，最多可容納約285萬本藏書，其中10.1萬本位於對外開放的書架上，為立川市原館舍的三倍。新館舍共設227個座位，為立川市原館舍的1.5倍，並設有研討室、團體閱覽室和咖啡角。

## 開放時間
| 日期                                                                                                 | 開放時間           |
| --- | ------------------ |
| 平日                                                                                                 | 上午10時—下午9時   |
| 星期六、星期日及公眾假期                                                                             | 上午10時—下午5時半 |
| 每月第一個星期四 每年12月29日—翌年1月3日 設備維修檢驗日（每月最多一日） 特別整理期間（每年最多12日） | 休館               |